# Primera División (Argentinien) 1955
Die Primera División 1955 war die 25. Spielzeit der argentinischen Fußball-Liga Primera División. Begonnen hatte die Saison am 30. April 1955. Der letzte Spieltag war der 11. Dezember 1955. Als Aufsteiger kam Estudiantes de La Plata aus der Primera B Nacional dazu. River Plate beendete die Saison als Meister und wurde damit Nachfolger der Boca Juniors. In die Primera B Nacional musste der CA Platense absteigen.

## Abschlusstabelle
| Pl. | Verein                      | Sp. | S  | U  | N  | Tore    | Diff. | Punkte |
| --- | --------------------------- | --- | -- | -- | -- | ------- | ----- | ------ |
| 1.  | River Plate                 | 30  | 18 | 9  | 3  | 053:350 | +18   | 45     |
| 2.  | Racing Club                 | 30  | 14 | 10 | 6  | 050:320 | +18   | 38     |
| 3.  | CA Boca Juniors (M)         | 30  | 14 | 9  | 7  | 051:360 | +15   | 37     |
| 4.  | CA Independiente            | 30  | 14 | 8  | 8  | 048:310 | +17   | 36     |
| 5.  | CA Lanús                    | 30  | 13 | 8  | 9  | 049:410 | +8    | 34     |
| 6.  | CA Tigre                    | 30  | 12 | 6  | 12 | 047:540 | −7    | 30     |
| 7.  | Ferro Carril Oeste          | 30  | 10 | 9  | 11 | 039:430 | −4    | 29     |
| 8.  | CA San Lorenzo de Almagro   | 30  | 8  | 12 | 10 | 041:430 | −2    | 28     |
| 9.  | CA Huracán                  | 30  | 10 | 7  | 13 | 052:440 | +8    | 27     |
| 10. | Gimnasia y Esgrima LP       | 30  | 10 | 7  | 13 | 048:460 | +2    | 27     |
| 11. | CA Vélez Sarsfield          | 30  | 11 | 5  | 14 | 039:550 | −16   | 27     |
| 12. | Chacarita Juniors           | 30  | 9  | 8  | 13 | 046:490 | −3    | 26     |
| 13. | CA Newell’s Old Boys        | 30  | 8  | 9  | 13 | 042:550 | −13   | 25     |
| 14. | Estudiantes de La Plata (N) | 30  | 9  | 7  | 14 | 039:520 | −13   | 25     |
| 15. | CA Rosario Central          | 30  | 9  | 6  | 15 | 046:570 | −11   | 24     |
| 16. | CA Platense                 | 30  | 6  | 10 | 14 | 035:520 | −17   | 22     |

| (M) | Vorjahres-Meister                                    |
| (N) | Vorjahres-Aufsteiger aus der Primera B Nacional 1954 |

## Meistermannschaft
| River Plate | |
|             | Amadeo Carrizo, Héctor De Bourgoing, Guillermo Fain, Walter Gómez, Raúl Hernández, Ángel Labruna, Félix Loustau, Juan Carlos Malazzo, Oscar Mantegari, Norberto Menéndez, Gabriel Ogando, Ermindo Onega, Alfredo Pérez, Eliseo Prado, Roberto Puisegur, Domingo Rodríguez, Iseo Rosello, Néstor Rossi, Juan Carlos Russo, José Sánchez Lage, Juan Carlos Schneider, Omar Sívori, Pascasio Sola, Roberto Tesouro, Octavio Trillini, Juan Urriolabeitía, Federico Vairo, Julio Venini, Santiago Vernazza, Roberto Zárate Trainer: José María Minella |

## Torschützenliste
| Pl. | Nat.        | Spieler             | Verein                | Tore |
| --- | ----------- | ------------------- | --------------------- | ---- |
| 1   | Argentinien | Oscar Massei        | CA Rosario Central    | 21   |
| 2   | Argentinien | Francisco Loaiácono | Gimnasia y Esgrima LP | 18   |
| 2   | Argentinien | Humberto Maschio    | Racing Club           | 18   |
| 4   | Argentinien | Ricardo Bonelli     | CA Independiente      | 17   |
| 5   | Argentinien | José Sanfilippo     | CA San Lorenzo        | 15   |